# Pliocercus euryzonus
Pliocercus euryzonus är en ormart som beskrevs av Cope 1862. Pliocercus euryzonus ingår i släktet Pliocercus och familjen snokar.
Denna orm förekommer i Centra- och Sydamerika från södra Honduras till västra Colombia och norra Ecuador. Arten lever i låglandet och i bergstrakter upp till 1460 meter över havet. Pliocercus euryzonus vistas i fuktiga skogar, i galleriskogar och i träskmarker med träd. Den besöker sällan träskmarker utan träd. Honor lägger ägg.
Beståndet hotas regionalt av skogsröjningar. Hela populationen antas vara stor. IUCN kategoriserar arten globalt som livskraftig.

## Underarter
Arten delas in i följande underarter:
- P. e. euryzona
- P. e. burghardi
- P. e. aequalis